# Oswald Carver
Oswald Armitrage Guy Carver, född 2 februari 1887 i Marple, stupad i första världskriget 7 juni 1915 i Gallipoli, var en brittisk roddare.
Carver blev olympisk bronsmedaljör i åtta med styrman vid sommarspelen 1908 i London.